# Фенихель, Макс
Макс Фенихель, урожд. Менассе Фенихель (нем. Max Fenichel, 2 июля 1885 г. Тарнув, Австро-Венгрия; убит 16 сентября 1942 г. Лодзинское гетто, Польша) — австрийский профессиональный фотограф, фотожурналист.

## Жизнь и творчество
Менассе Фенихель с 1915 года жил и работал в Вене, в 1915—1917 годы в собственном ателье на Зитценталергассе, с 1917 по 1938 год (да аншлюса Австрии нацистской Германии) в фотоателье, в 7-м районе австрийской столицы. Его супруга, Леопольдина, урождённая Хирш (род. в 1893 в Вене).
Кроме выполнения частных заказов, фотохудожник работал в венской ежедневной газете Час (Die Stunde) и в журнале Сцена (Die Bühne) фоторепортёром. Работы Фенихеля также постоянно публиковались в таких венских изданиях, как Венская иллюстрированная газета (Wiener Illustrierten Zeitung), Микрофон (Mikrophon), Иллюстрированная коронная газета (Illustrierte Kronen Zeitung), Новый мир (Moderne Welt), Австрийская иллюстрированная газета (Österreichische Illustrierte Zeitung), Радио Вена (Radio Wien), Венские картинки (Wiener Bilder), Интересный листок (Das interessante Blatt). Был одним из первых фотографов, внедрявших в журналистскую практику репортажи, состоявшие из серии фотографий по заданной теме (эмпирический журнализм).
Фенихель был членом «Товарищества фотографов Вены» («Genossenschaft der Photographen in Wien») и «Организации венской прессы» («Organisation der Wiener Presse»). В своём фотоателье он создал многочисленные художественные портреты современников, в том числе известных австрийских писателей, композиторов, политических и театральных деятелей.
После присоединения Австрии к нацистской Германии в 1938 году Фенихелю, как еврею, было запрещено по профессии. Он вынужден был закрыть своё фотоателье и оставить их с женой жильё в Вене. В октябре 1941 года он и его супруга были арестованы и депортированы в занятую немцами Польшу, в Лодзинское гетто. В 1942 году они там были убиты.

## Галерея

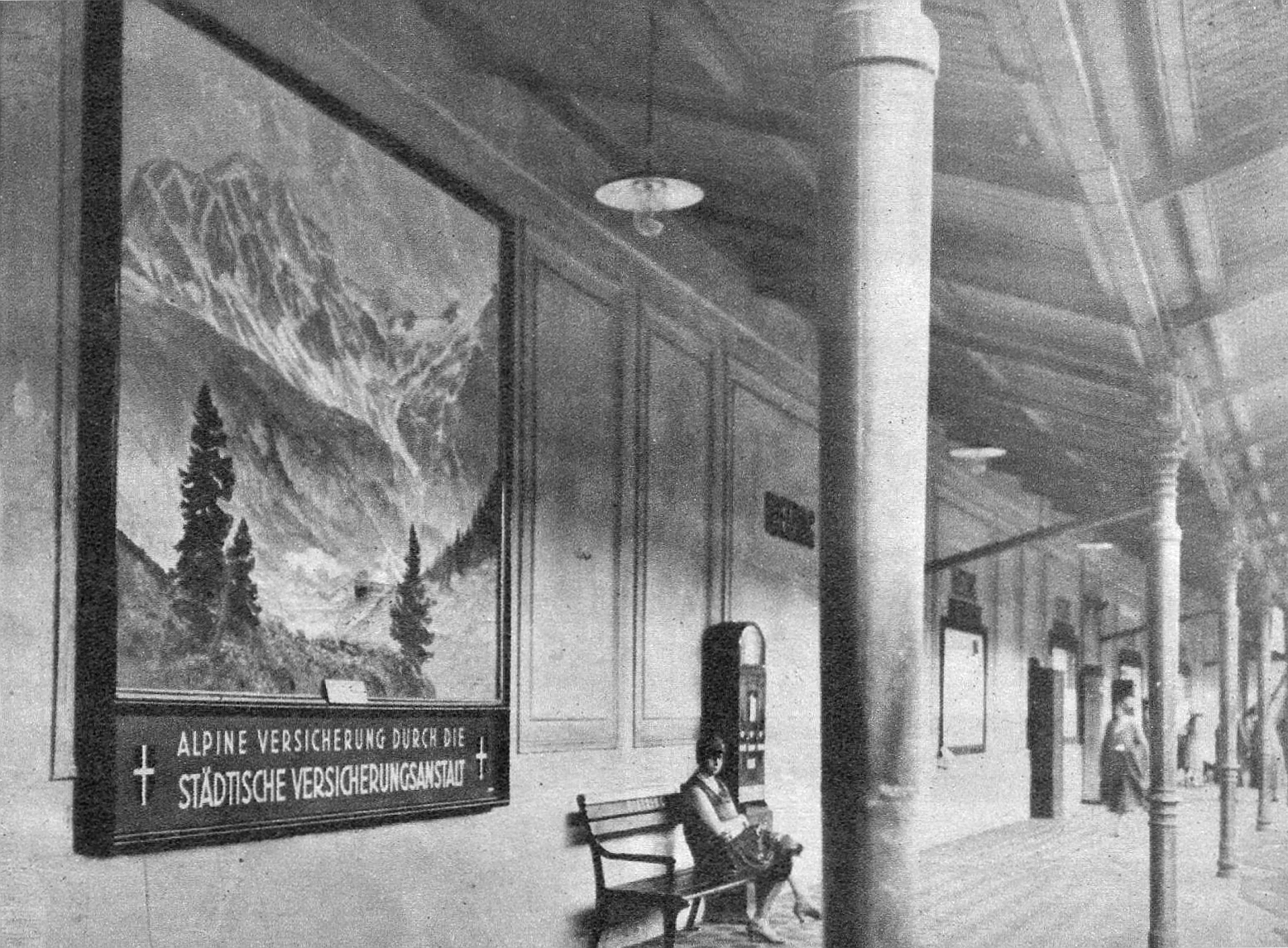
Вена, станция метро Хитцинг (1929)
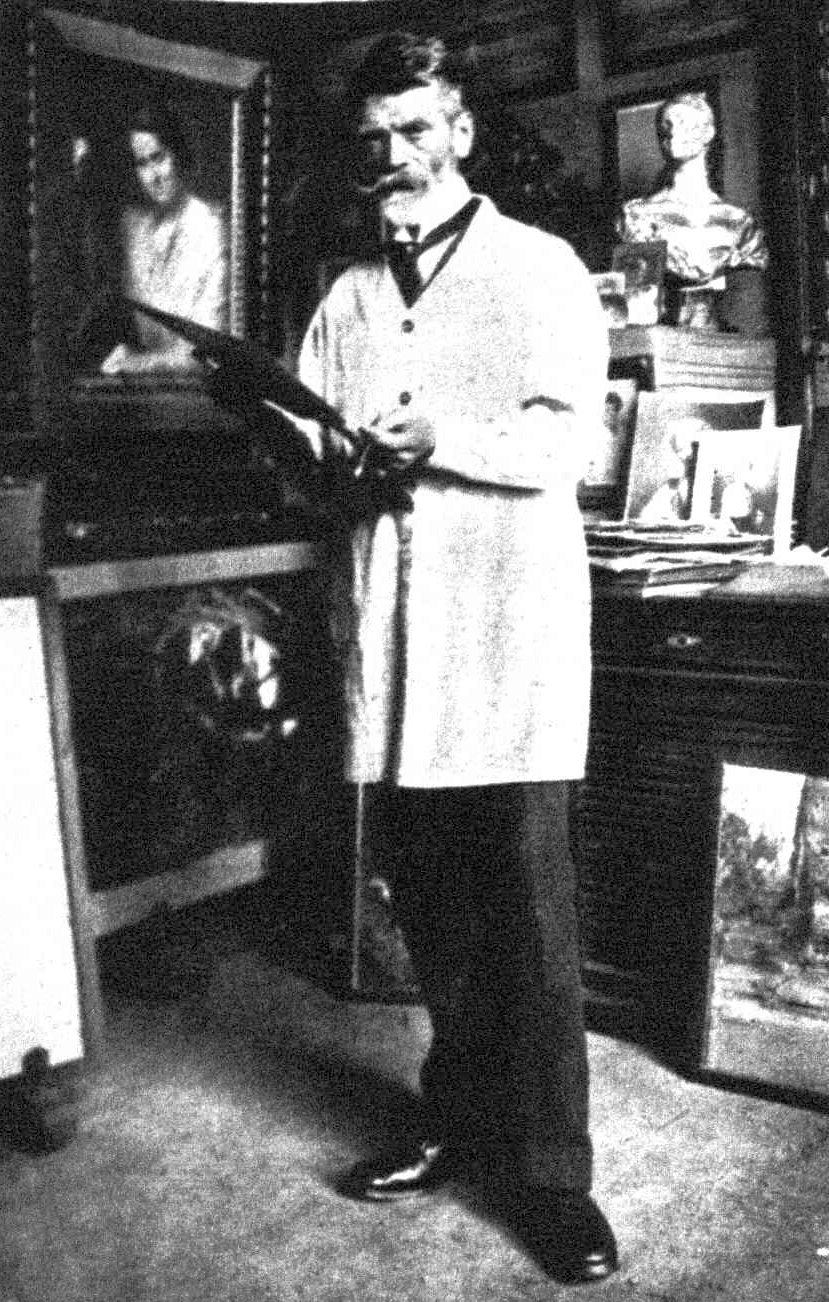
Художник Людвиг Михалек (1919)
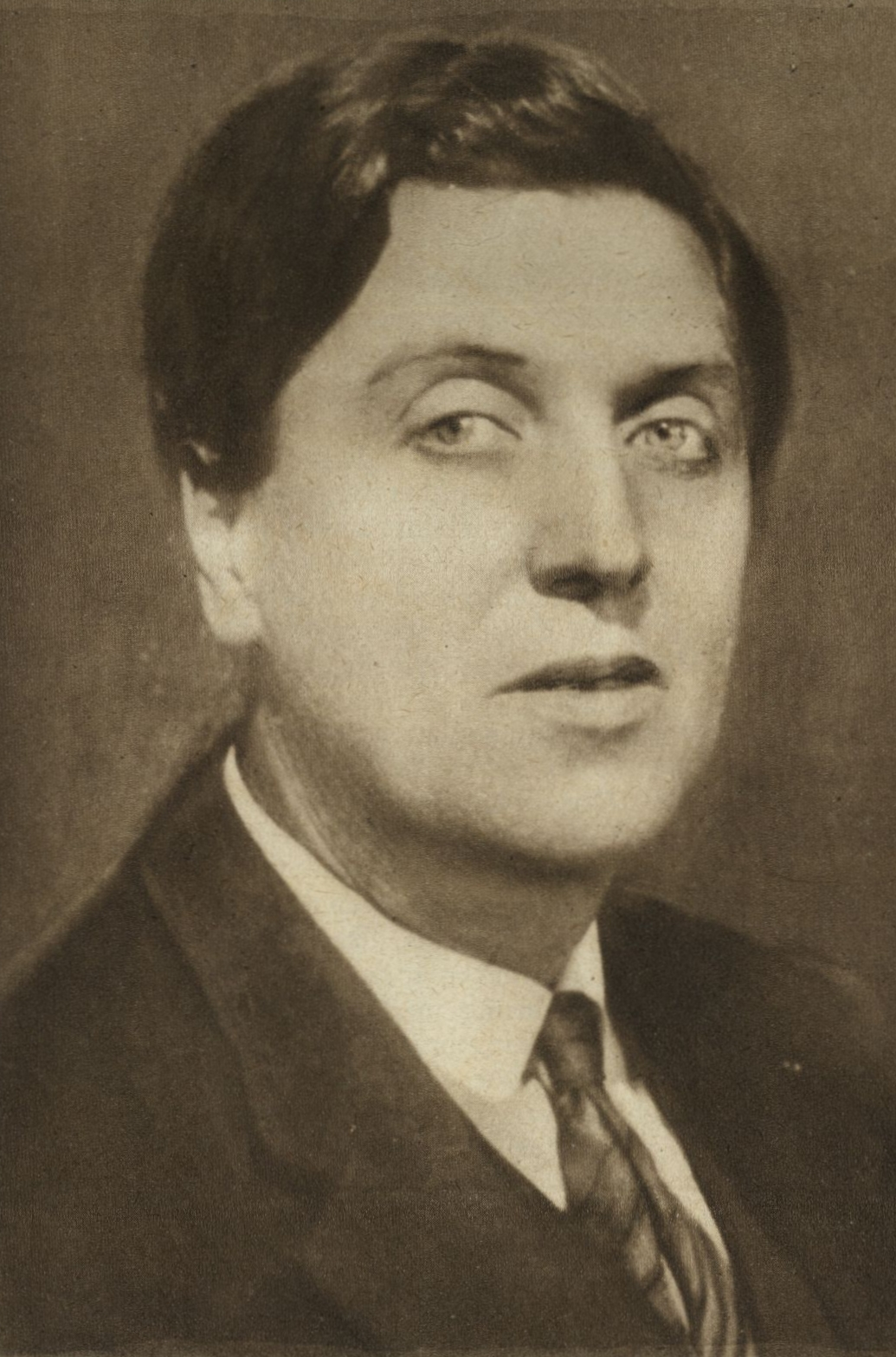
Композитор Альбан Берг
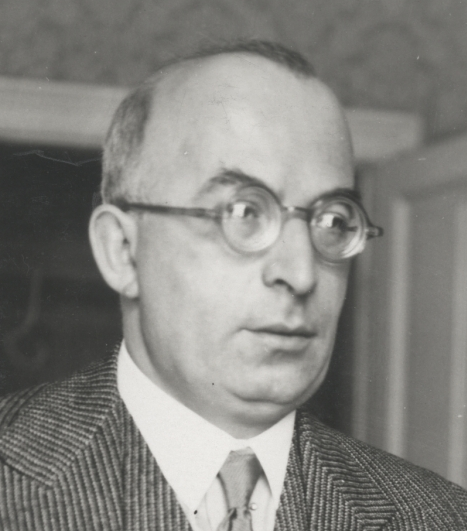
Писатель Арнольд Цвейг
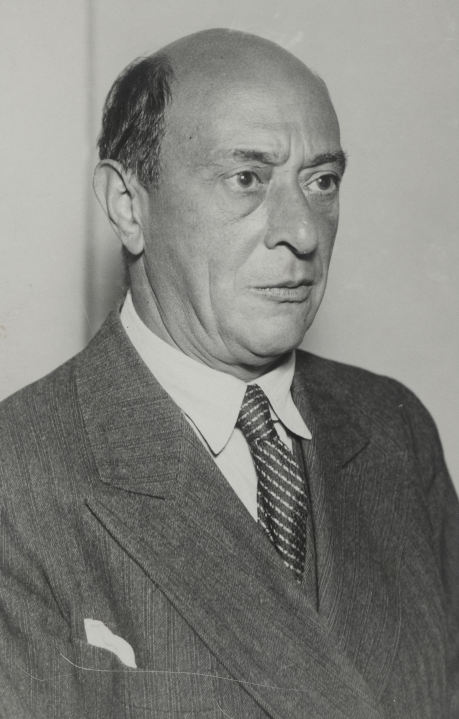
Композитор Арнольд Шёнберг